# همهمه وریدی
همهمه وریدی (انگلیسی: Venous hum) یک صدای خوش‌خیم است که گاه در سمع سیاهرگ وداج شنیده می‌شود.
حدود بیست درصد برون ده قلبی به مغز و سروگردن می‌رود. مسیر اصلی بازگشت این خون‌ها سیاهرگ‌های وداج داخلی و خاجی راست و چپ است. عبور این جریان خون گاه ممکن است صدایی را ایجاد کند که در نزیک ترقوه بهتر شنیده می‌شود؛ به این صدا همهمه وریدی گفته می‌شود.